# Meriones
Meriones là một chi động vật có vú trong họ Muridae, bộ Gặm nhấm. Chi này được Illiger miêu tả năm 1811. Loài điển hình của chi này là Mus tamariscinus Pallas, 1773.

## Các loài
Chi này gồm các loài:
- Meriones arimalius Cheesman & Hinton, 1924
- Meriones chengi Wang, 1964
- Meriones crassus Sundevall, 1842
- Meriones dahlia Shidlovsky, 1962
- Meriones grandis Cabrera, 1907
- Meriones hurrianae Jerdon, 1867
- Meriones libycus Lichtenstein, 1823
- Meriones meridianus (Pallas, 1773)
- Meriones persicus (Blanford, 1875)
- Meriones rex Yerbury & Thomas, 1895
- Meriones sacramenti Thomas, 1922
- Meriones shawi (Duvernoy, 1842)
- Meriones tamariscinus (Pallas, 1773)
- Meriones tristrami Thomas, 1892
- Meriones unguiculatus (Milne-Edwards, 1867)
- Meriones vinogradovi Heptner, 1931
- Meriones zarudnyi Heptner, 1937

## Hình ảnh

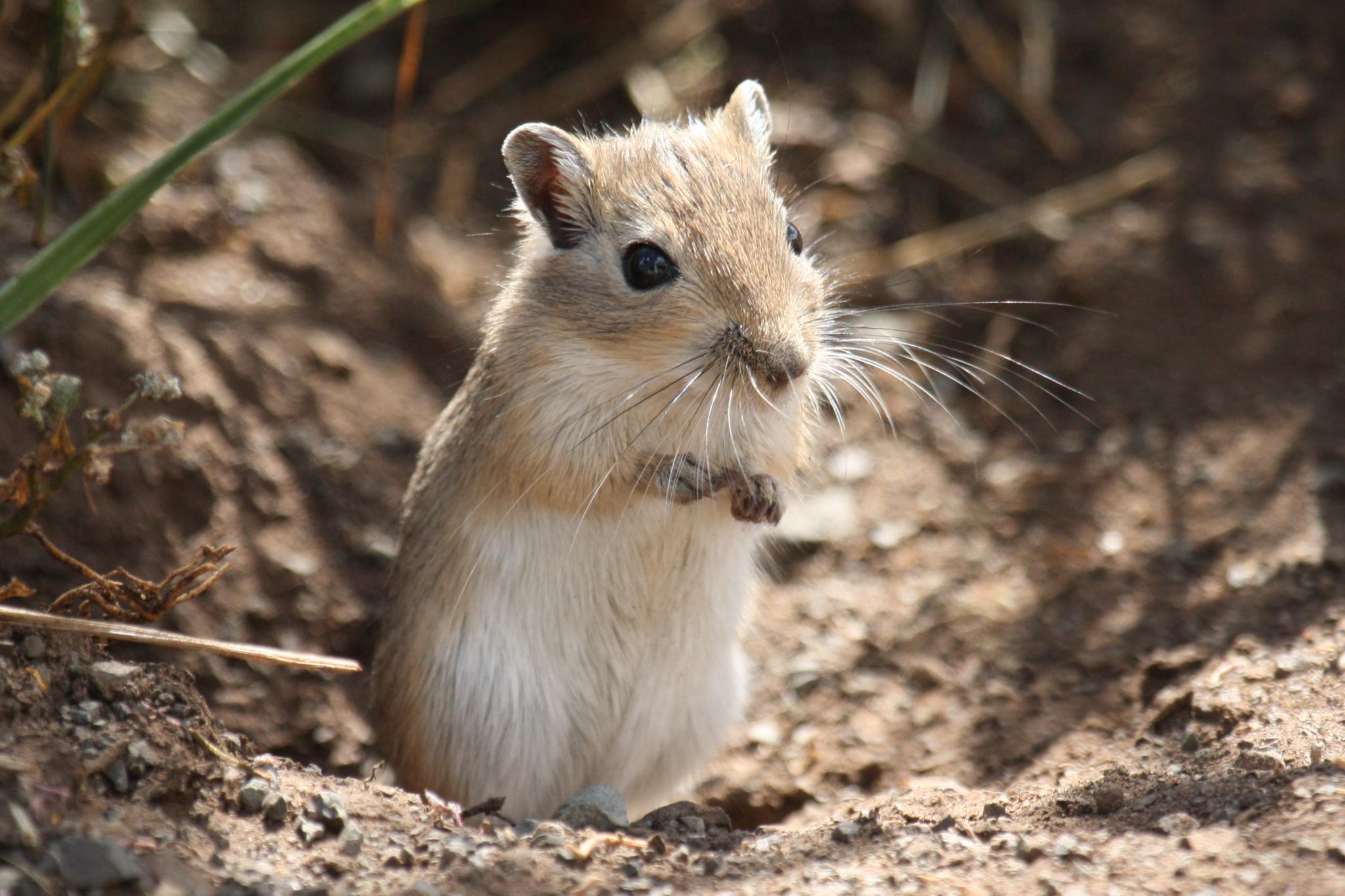
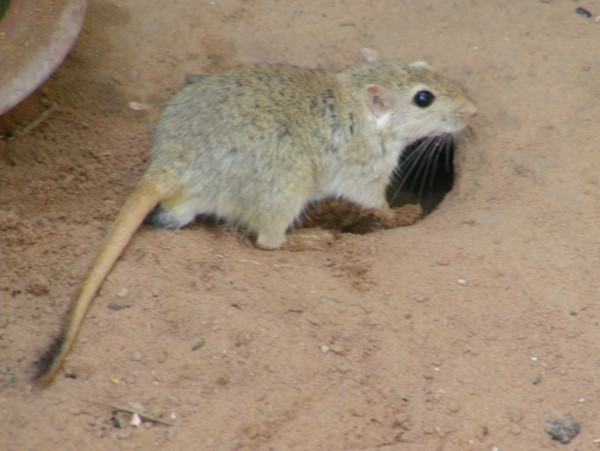
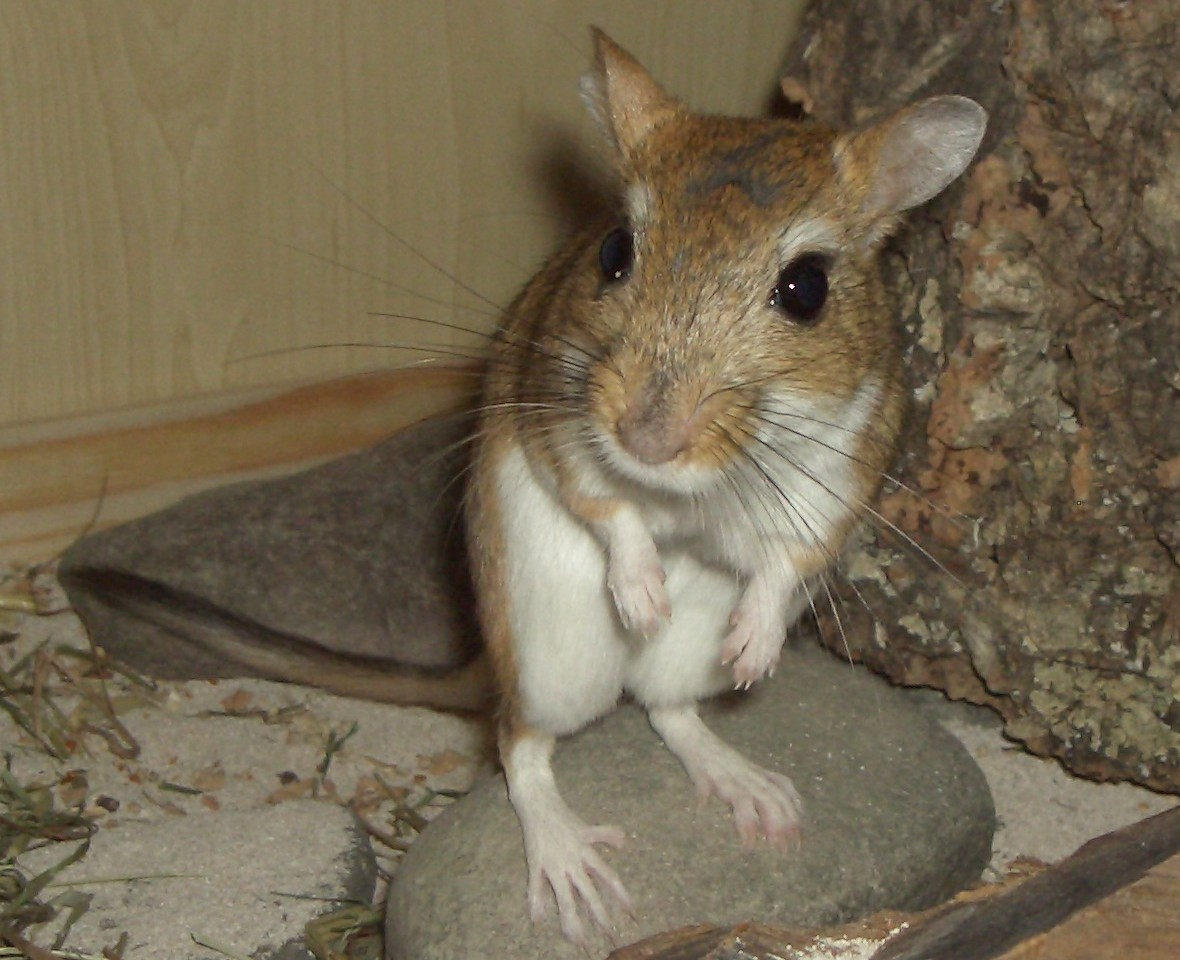
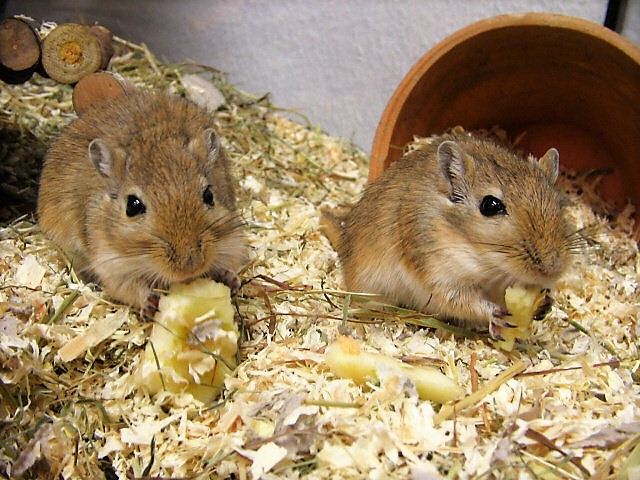